# Fáy Lóránt
Fáji Fáy Lóránt Gyula József (Budapest, 1906. január 8. – Budapest, 1945. január 14.) festő, grafikus, szobrász.

## Élete
Tisztviselői családban született fáji Fáy Béla János Károly és Mozog Erzsébet Mária Anna fiaként. Középiskolai tanulmányait az V. kerületi Berzsenyi Dániel Gimnáziumban végezte 1916–1924 között. Tehetsége már ekkor kibontakozott, akvarelleket készített a Tabánban, majd még ötödikes gimnazista korában eljárt Aczél Henrik műtermébe, ahol a restaurálás folyamatával és iparművészettel ismerkedett. Főigazgatói engedéllyel hatodikos korában Réti István (1872–1945) szabadrajziskolájába járt, modell után szénrajzokat készített. Érettségi után közgazdasági egyetemre ment, de két év múltán a Képzőművészeti Főiskolára iratkozott be. Az 1926/1927 – 1932/1933-as tanévekben szerepel a hallgatói névjegyzékben. Tehetségére már a főiskolán felfigyelt mestere Csók István, akinek harmadévesként tanársegéde lett, s az Epreskertben külön műtermet bérelt. 1930-tól 1932-ig már mint végzett képzőművész a főiskolán maradt állásban, elvégezte a tanári szakot is. 1930-ban Olaszországba, 1937-ben Párizsba utazott.
1938-tól a makói gimnáziumban a tanulók képzőművészeti adottságának fejlesztését szolgálta a rendkívüli rajz, amelyet művésztanárok oktattak, így Fáy Lóránt is, aki óraadó-helyettes tanárként tanított két éven át. (Kamotsay István, a későbbi szobrászművész is tanítványa volt.) 1938. december 17-én Makón feleségül vette Husztik Magdolna Flórát. Ezután Kispestre helyezték, majd 1940 őszétől a Kispesti Magyar Királyi Állami Deák Ferenc Gimnáziumban tanított művészeti és mértani rajzot, továbbá művészettörténetet, de számtant, ábrázoló geometriát, szépírást, sőt testnevelést is.
1934-ben az Ernst Múzeumban rendezték meg első önálló gyűjteményes kiállítását. 1935-ben az Amerikai Egyesült Államokban az International School of Arts vándorkiállításán 9 képe vett részt.

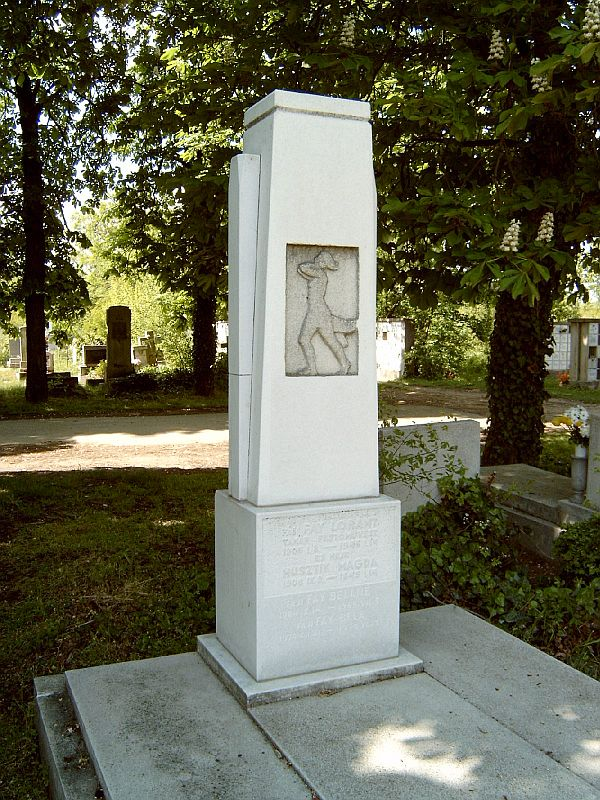
Fáy Lóránt sírja Budapesten. Új köztemető: 28-1/a-45/46

Budapest ostroma során 1945. január 14-én délelőtt 10 óra tájban egy brit láncos bomba csapódott be a Deák Ferenc utca 12. szám alatti házba, ahol a lakásuk volt. Feleségével együtt életét vesztette, életműve is nagyrészt elpusztult. A budapesti Új köztemetőben található síremlékét Csorba Géza készítette.

## Emlékezete
1971-ben, a Magyar Nemzeti Galéria által rendezett emlékkiállításán tájképi és figurális kompozícióin kívül kisplasztikái is szerepeltek.

## Művészete
Virtuóz rajzkészség volt rá jellemző. Tollrajzain, grafikáin a műértők japán hatást fedeztek fel. Tájképein és figurális kompozícióin a korabeli műkritika szerint Csontváry Kosztka Tivadar és Berény Róbert művészi látásmódja volt érezhető. A főiskolai évek után szobrokat is mintázott. Munkáit maga öntötte gipszbe vagy műkőbe. Posztimpresszionista alkotásaiból a Szépművészeti Múzeum, a Magyar Nemzeti Galéria és a makói múzeum is őriz műveket.
„Sokoldalú művész volt. Művelte a grafikát és a szobrászat különböző műfajait. Ha kellett, díszleteket tervezett, könyvet illusztrált, vagy éppen művésztelep szervezésén fáradozott, de igazi alkotási területe a festészet volt. Mint Csók István tanítványa igen közel jutott az impresszionista formanyelvhez és a nagybányai művészek második nemzedékéhez. Képeit derű, bizakodás és optimizmus hatotta át. Vérbeli kolorista volt. Az élénk színek gazdagsága és valami mély, meleg líraiság vonul végig vásznain.” (F. Mihály Ida)
„A képzőművészeti főiskolai tárlatokról beszámoló írások a Csók-osztály kapcsán többnyire a színgazdagságot emelték ki közös jellemzőként. Növendékeinek egy része a mestert is jellemző és a korszak hazai művészetében hangsúlyosan jelen lévő posztimpresszionizmushoz kapcsolódtak. Különösen igaz ez Fáy Lóránt (1906–1933) és Cserepes István (1901–1945) festészetére. A mesterhez való kapcsolódás még témaválasztásukban is megfigyelhető, hiszen mindketten előszeretettel festették a Balatont.”(Révész Emese)

## Kiállításai
- 1931 Nemzeti Szalon
- 1932 Ernst Múzeum
- 1933 Műcsarnok
- 1934 Ernst Múzeum
- 1935 Nemzeti Szalon
- 1936 Nemzeti Szalon
- 1937 Nemzeti Szalon
- 1937 Ernst Múzeum
- 1938 Tamás Galéria
- 1939 Nemzeti Szalon
- 1942 Nemzeti Szalon
- 1942 Műbarát kiállítása
- 1942 Alkotás Művészház
- 1943 Alkotás Művészház
- 1943 Szépművészeti Múzeum

## Műveiből
- Műtermi csendélet, 1936 (olaj, karton) 48x38 cm
- Lámpagyújtás
- Vihar után, 1934 (pasztell, papír) 49x64 cm
- Karosszékben ülő nő, 1930-as évek (ceruza, akvarell, papír) 20,5x16,5 cm
- Táncoló nő, 1930-as évek (tus, toll, papír) 34,5x24,5 cm
- Ülő nő (akvarell)
- A művész modellel[10]
- Gyümölcsvivő leány (Magyar Nemzeti Galéria, Budapest)
- Fiatal fák (Magyar Nemzeti Galéria, Budapest)[11]
- Diósszilágyi Sámuel literátor főorvos születésének centenáriumán Tóth Ferenc rendezte sajtó alá Orvosi intelmek című aforizmagyűjtemény hasonmás kiadását. A szerző életbölcsességére és sziporkázó szellemességére rávilágító kiadvány a Fáy Lóránt illusztrációival ellátott, a gyomai Kner Nyomdában megjelent 1940. évi második kiadás alapján készült. A mű első kiadása 1935-ben jelent meg Makón, 16 lapon. A kolofon tanúsága szerint 100 számozott példányban, és nem került könyvárusi forgalomba. Miként az aranymondások, a rajzok is ironikusak, groteszkek, sőt szatirikusak.[12]
- A Gyöngyösbokréta Paulinyi Béla: Magyar csupajáték londoni vendégjátékához díszleteket tervezett.